# داركو ديميتريفسكي
داركو ديميتريفسكي مواليد 16 مايو 1993 في فيليس، جمهورية مقدونيا، هو لاعب كرة يد مقدوني يلعب كظهير أيسر. مثل منتخب مقدونيا لكرة اليد.

## المسيرة الاحترافية
لعب مع نادي قطر في موسم 2013-2014، ثم لعب مع نادي بورتو ساغونتو لكرة اليد في الدوري الإسباني في سنة 2014، ثم لعب مع أديمار ليون في موسم 2014-2015.